# Álvaro, bispo de Lisboa

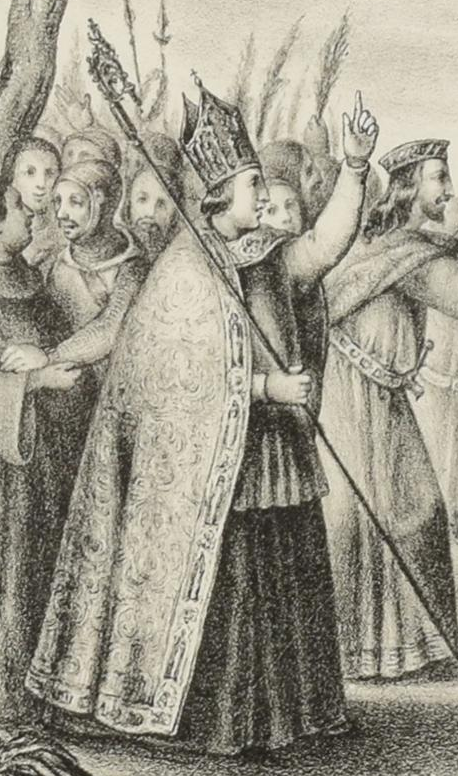
Detalhe de gravura do século XIX, representando a população de Lisboa a receber o vitorioso D. Fuas Roupinho após a Batalha do Cabo Espichel em 1180

Álvaro (? - Lisboa, 11 de Setembro de 1185) foi o segundo Bispo de Lisboa após a recriação da diocese em 1147.

## Biografia
Desempenhou as funções de mestre-escola na Sé Catedral de Lisboa, tendo sido nomeado coadjutor pelo bispo D. Gilberto de Hastings prevendo que fosse o seu mais que provável sucessor; com efeito, morrendo este em 1166, começou de imediato D. Álvaro a exercer a sua acção episcopal; no entanto, como o cabido o não lhe quisesse dar posse, teve que se dirigir ao Sumo Pontífice (então o Papa Alexandre III), o qual reconheceu, em 1168, a dignidade de bispo a D. Álvaro.
Disposto a esquecer a oposição dos cónegos da Sé à sua nomeação, ao receber a confirmação papal, tratou imediatamente de lhes conceder facilidades para disporem das suas rendas.
Nesse mesmo ano de 1168, criou as paróquias de Santa Cruz do Castelo, e as hoje extintas de São Martinho (hoje anexa à de Santiago), São Jorge e São Bartolomeu.
Durante o seu governo, em 1173, procedeu-se, por ordem régia, à trasladação das relíquias do mártir São Vicente, que se encontravam depositadas no cabo do mesmo nome, junto a Sagres, para a Sé de Lisboa, tendo o rei pessoalmente colocado-as, com grande solenidade, na Sé-Catedral, em 15 de Setembro desse ano; desde então que São Vicente se tornou orago da diocese de Lisboa e o protector da cidade (embora o seu culto tenha depois sido preterido pelo de Santo António de Lisboa); pouco depois, Afonso Henriques concedeu à cidade de Lisboa a faculdade de usar, como brasão de armas, a nau com o corpo do santo acompanhada por dois corvos, um à proa e outro à popa, em recordação do facto de a embarcação onde o corpo do santo seguia ter sido velada pelas ditas aves desde Sagres até Lisboa.
Faleceu poucos meses antes do rei, em 11 de Setembro de 1185, tendo sido sepultado na Sé de Lisboa, na Capela de Santiago.